# Coelioxys raffrayi
Coelioxys raffrayi là một loài Hymenoptera trong họ Megachilidae. Loài này được Dusmet y Alonso mô tả khoa học năm 1912.